# 奧克薩瓦爾卡山
11°55′03″S 76°06′02″W / 11.91750°S 76.10056°W
奧克薩瓦爾卡山（Uqsha Wallqa），是秘魯的山峰，位於該國中南部利馬大區，由聖馬特奧區和聖洛倫索德金蒂區負責管轄，屬於帕里亞卡卡山脈的一部分，海拔高度5,000米。